# The Dub Room Special! (DVD)
A The Dub Room Special! Frank Zappa 1982-ben videókazettán megjelent koncertfilmje, amit DVD-n aztán 2005-ben adtak ki. A film hanganyagából 2007-ben egy CD is megjelent ugyanezzel a címmel. A videó az első kiadásakor csak postai rendeléssel volt kapható, így viszonylag szűk körben vált ismertté.

## A DVD-ről
A kiadvány anyaga két forrásból származik: ezek egyike a (The Torture Never Stops DVD-n is látható) 1981. október 31-i Halloween koncert, a másik egy 1974. augusztus 27-én rögzített fellépés. A "Dub Room" annak a "süketszobának" a neve, ahol Zappa az anyagot keverte és összeállította 1982 augusztusában.
A kiadó, az Eagle Rock Entertainment sajtóközleménye:
Frank Zappa zeneszerző/rockgitáros/zenei géniusz majd egy évtizedig minden évben felbukkant New York Cityben a szokásos Halloweeni koncertjét megtartani. Az 1974-ben indult hagyományt Zappa 1982-ben annak ellenére megszakította, hogy a „Valley Girl” című dallal ebben az évben könyvelhette el a legnagyobb kereskedelmi sikerét. A turné kimaradása ellenére Zappa nem okozott csalódást a Halloweent váró New York-i rajongóinak: a legendás Ritz színházban mutatta be a 90 perces, Dub Room Special című dokumentumfilmjét.
A dokumentumfilm két koncertből mutat be részeket – Zappa 1981-es Halloween fellépéséből a New York-i Palladiumban és az 1974-es KCET tévéstúdióban "A Token Of His Extreme" címmel rögzített koncertjéből. Olyan Zappa-klasszikusok mellett, mint a „Stinkfoot”, a „Cosmik Debris”, a „Montana” és a „Flakes”, Bruce Brickford gyurma-animációi láthatóak, aki már Zappa korábbi filmjében, a „Baby Snakesben” is felbukkant.
Az eredetileg VHS Beta formátumban 1982-ben kiadott film sokáig nagyon nehezen volt hozzáférhető. A DVD-n most először megjelenő anyag új sztereó mixet kapott, a gyűjtők által régóta keresett darab tehát megérte a várakozást.
A film a montázsszerűsége miatt is inkább egyfajta dokumentumfilm, semmint a szó hagyományos értelmében vett koncertfilm, amit tovább erősít, hogy az egyes számokat rögtönzött párbeszédek, a film összerakásakor (1982) a stábbal készült "interjúk" szakítják meg, de szerepel az anyagok között egy kis bevágás a balvégzetű Palermói koncertről is, ahol az előadásnak egy botrány vetett véget: a hangoskodó, a tülekedő tömegbe a rendőrség könnygázt lövetett, aminek a zenészek is megszenvedték a hatását.

## A DVD programja
1. "Kim?"/The Dog Breath Variations/Uncle Meat
2. Room Service
3. Nig Biz
4. Approximate
5. Cosmik Debris
6. Cocaine Decisions
7. "The Massimo Bassoli Instant Italian Lesson"/Montana
8. "In Case You Didn't Know"/Tengo Na Minchia Tanta
9. Florentine Pogen
10. Stevie's Spanking
11. Stink-Foot
12. Flakes
13. Inca Roads
14. Easy Meat
15. "Huh-Huh-Huh"

## A zenészek

### 1974 augusztusa
- Frank Zappa – gitár, ének, ütőhangszerek
- George Duke – billentyűs hangszerek, ének
- Ruth Underwood – ütőhangszerek
- Chester Thompson – dobok
- Tom Fowler – basszusgitár
- Napoleon Murphy Brock – fuvola, szaxofon, ének

### 1981 októbere
- Frank Zappa – szólógitár, ének
- Ray White – gitár, ének
- Steve Vai – gitár, ének
- Tommy Mars – billentyűs hangszerek, ének
- Bobby Martin – billentyűs hangszerek, szaxofon, ének
- Ed Mann – ütőhangszerek, ének
- Scott Thunes – basszusgitár, vokál
- Chad Wackerman – dobok

## Érdekességek
- A videó eredeti megjelenésekor a következő számok: "Room Service", "Nig Biz", "Approximate", "Cocaine Decisions", "Tengo Na Minchia Tanta" és "Stevie's Spanking" korábban semmilyen hanghordozón nem jelentek meg.
- Az 1975-ös One Size Fits All című lemezen megjelent Inca Roads és Florentine Pogen című számok alapsávjai (kisebb utómunkákkal) az itt megjelent 74-es koncertfelvételről származnak.
- Ugyanebből a 81-es nyersanyagból, nagyobb merítéssel készült a The Torture Never Stops DVD is, de a Nig Biz és a Cocaine Decisions című dalok csak itt, a Dub Room DVD-n szerepelnek.